# Krems-Wachtberg

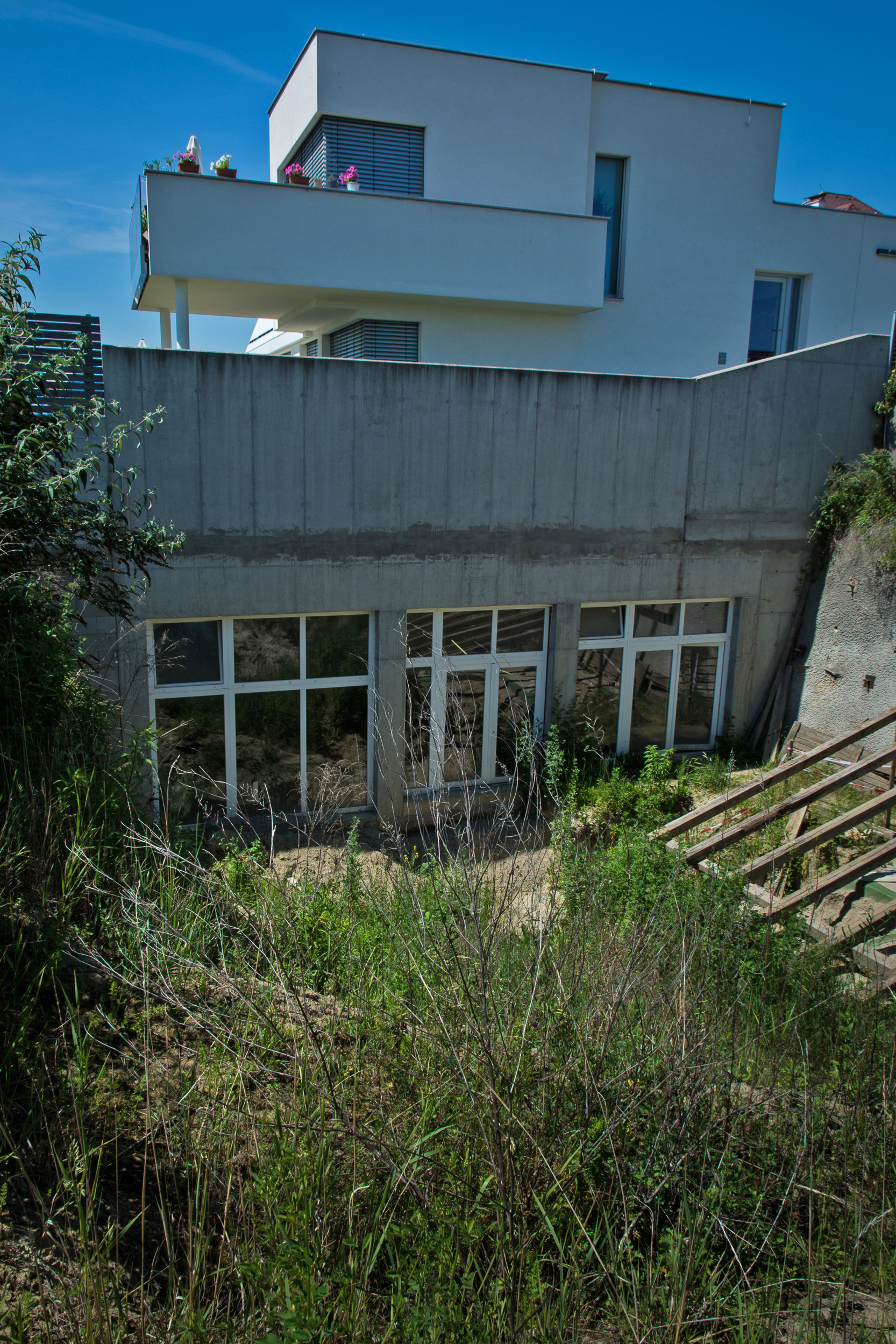
Die Grabungsfläche mit dem einseitig verglasten Keller, in dem von 2005 bis 2015 Ausgrabungen durchgeführt wurden.

Krems-Wachtberg ist der archäologische Fundplatz einer jungpaläolithischen Freilandstation auf dem Wachtberg in Krems an der Donau in Niederösterreich.
Durch die Vielzahl von Artefaktfunden, zwei Säuglingsbestattungen und die zwischen 2005 und 2015 durchgeführten Grabungskampagnen zählt Krems-Wachtberg zu den bedeutendsten und am intensivsten erforschten Gravettienfundstellen Mitteleuropas. Die 32.000 Jahre alte Doppelbestattung zweier Kleinstkinder des frühen Homo sapiens gilt als weltweit ältestes Grab dieser Art.
Etwa hundert Meter südöstlich befindet sich mit Krems-Hundssteig ein weiterer wichtiger Fundplatz der Urgeschichte Österreichs.

## Geografische Lage und Topographie
Der Wachtberg ist ein spornartiger Ausläufer des Kuhbergs, der sich in Krems am nördlichen Ufer der Donau bis auf eine Höhe von 398 m ü. A. erhebt. Ein Teil der stellenweise bis zu 20 m mächtigen Lössablagerungen ist als etwa 500 m × 500 m große, leicht nach Südosten geneigte Terrasse ausgebildet, von der aus gute Fernsicht auf das Tullnerfeld sowie in die Wachau besteht. Durch die windgeschützte Lage und die Nähe zu Krems und Donau bot der Wachtberg den paläolithischen Jägern und Sammlern gute Voraussetzungen für das Errichten von vermutlich semipermanent genutzten Lagerplätzen.
Heute sind große Teile des Wachtbergs als Wohngebiet ausgewiesen und mit Ein- und Mehrfamilienhäusern bebaut, in den höheren Lagen wird überwiegend Weinbau betrieben.

## Funde vor 1930
Die frühesten eiszeitlichen Funde am Wachtberg sind aus dem Jahr 1645 bekannt, als während der Schwedischen Besatzung beim Ausheben von Laufgräben Mammutknochen freigelegt wurden, die man zunächst für “ungehewre grosse Riesen-Cörper” hielt. Auch später kamen beim Bau von Kellern und an Böschungen immer wieder Steinwerkzeuge, Knochenreste und Holzkohlen zutage, von denen sich heute noch ein kleiner Teil in Schulsammlungen oder privatem Besitz befindet.

## Grabung 1930

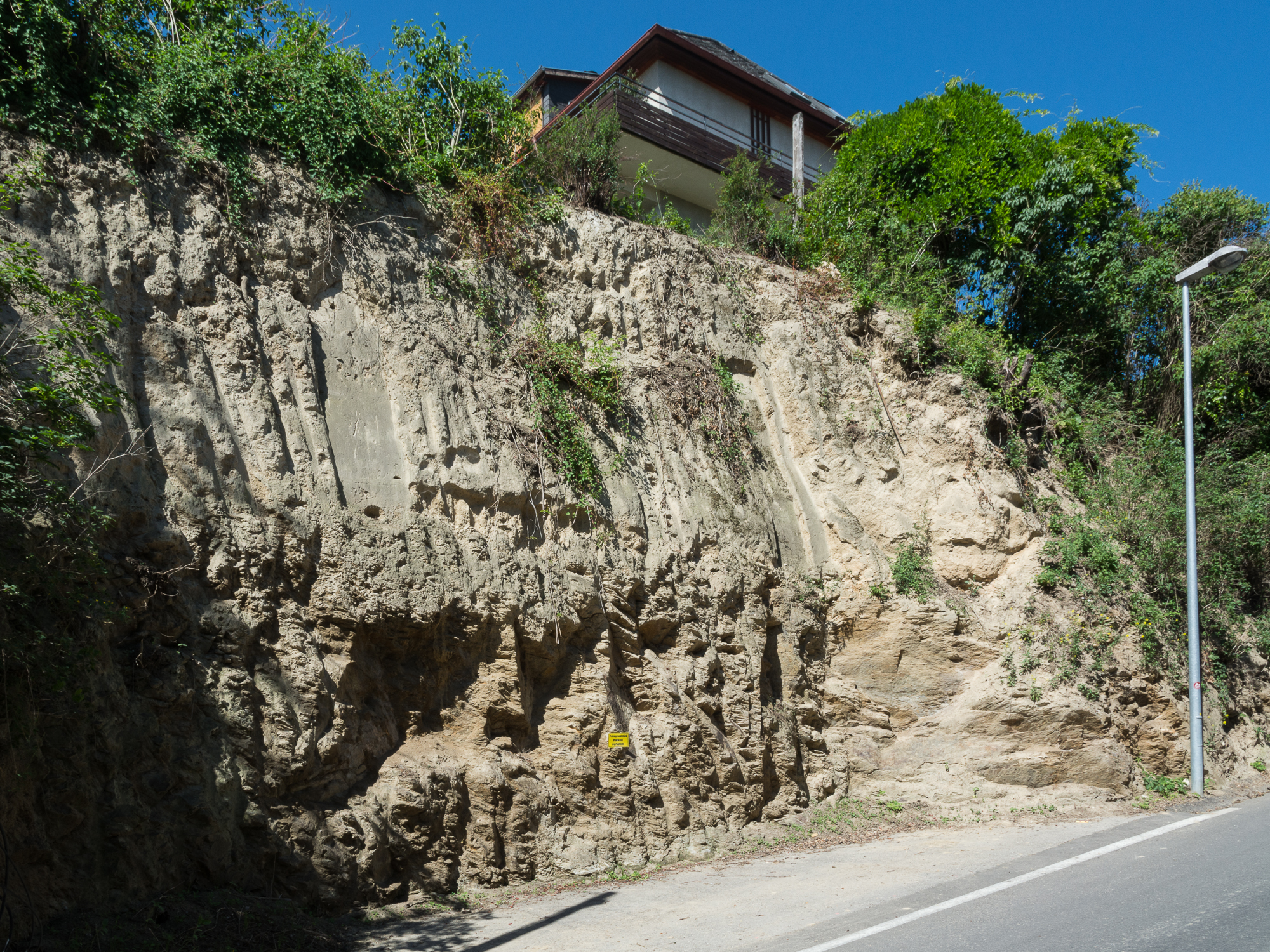
Das auf der Bayer-Grabung errichtete Haus von der Schießstattgasse aus gesehen. Die Lössschicht über der anstehenden Böhmischen Masse ist hier ca. 8 Meter mächtig.

Am 24. März 1930 entdeckte der Pächter der Parzelle 217/4 48° 24′ 55″ N, 15° 35′ 57″ O (heute Schießstattgasse 3) beim Anlegen eines Fußwegs auf seinem Grundstück einen Mammut-Stoßzahn, Reste einer Feuerstelle und mehrere steinzeitliche Werkzeugklingen. Durch einen Mitarbeiter des Stadtmuseums Krems  wurde der Archäologe Josef Bayer informiert, der die ca. 15 m² große Fundstelle im Juli 1930 in einer nur sieben Tage dauernden Kampagne ausgrub. Bayer dokumentierte die Arbeiten lediglich in einem handschriftlich geführten Grabungstagebuch, in dem er auch drei Skizzen zur Stratigraphie und Lage der größeren Funde anfertigte.  Karoline „Lotte“ Adametz hielt die Grabungstätigkeiten und verschiedene Plana fotografisch fest. Eine Abschrift des Grabungstagebuchs und zweiundzwanzig Plattenfotos befinden sich heute in der Prähistorischen Abteilung des Naturhistorischen Museums in Wien. Sie lieferten – neben den wenigen erhaltenen Artefakten – die einzigen Informationen, welche dem österreichischen Archäologen Thomas Einwögerer für seine Ende der 1990er Jahre vorgenommene Rekonstruktion der Bayer-Grabung zur Verfügung standen. Fast siebzig Jahre nach Bayers Tod konnte er im Jahr 2000 erstmals eine Monografie der Ausgrabung von 1930 veröffentlichen.

### Auswertung der Befunde, Aufzeichnungen und Fotos
Aus Bayers Aufzeichnungen und verschiedenen Fotos gingen zwei ringförmig aufeinander zulaufende, mit Asche und Holzkohlebröseln verfüllte Gräben hervor, die zwei unterschiedliche Deutungen über den ursprünglichen Zweck der Fundstelle zulassen: Zum einen könnte es sich hier um die Reste einer längerfristig genutzten Behausung gehandelt haben, mit in Pfostenlöchern verkeilten Stützen aus großen Tierknochen und Mammut-Stoßzähnen, ähnlich den Hütten von Meschyritsch. Hierfür sprechen sowohl der aufgefundene Stoßzahn und die große Anzahl an Steinen, die zum Verkeilen im Erdreich gedient haben könnten, als auch die Anordnung der verfüllten Gräben, die in dieser Form wahrscheinlich das Hüttenfundament oder eine Drainage bildeten. Zum anderen wäre möglich, dass es sich bei den Gräben um die Luftkanäle eines Brennofens handelte, wie sie in derselben Zeitstellung aus dem etwa 120 km entfernten Befund in Dolní Věstonice bekannt sind. Angesichts der beiden aus Lehm modellierten und gebrannten, fragmentarisch erhaltenen Tonfigurenfunde (Kopf von Ren oder Saiga, Rumpfvorderteil eines Höhlenlöwen, beide nicht eindeutig bestimmbar) scheint diese Interpretation ebenfalls plausibel.
Von den mehr als 2200 lithischen Artefakten, die im Kremser Stadtmuseum aufbewahrt werden, ließen sich nur 209 Stücke zweifelsfrei der Bayer-Grabung zuordnen, bei einem Großteil war nach Einschätzung von Joachim Hahn eine Vermischung mit den aurignacienzeitlichen Krems-Hundsteig-Funden (Abbau einer Lösswand 1893–1904) nicht auszuschließen. Nach intensiver Untersuchung aller Teile konnte Einwögerer diese Vermutung nicht bestätigen, auch wenn sich neben Schabern, den häufig mikrolithisch ausgeführten Messern und Sticheln sowie den pavlovientypischen Mikrosägen eine Reihe von Dufour-Lamellen befanden. Die verwendeten Rohmaterialien Radiolarit, Kieselkalk und Hornstein stammten vorwiegend aus örtlichen Donauschottern.
Die erhalten gebliebenen Faunareste wurden zwischen 1993 und 1997 in Wien restauriert und im Anschluss von Florian A. Fladerer ausgewertet. Ihm lagen von 28 Individuen rund 450 Knochen und Zähne oder deren Bruchstücke zur Analyse vor. Nachgewiesen werden konnten Mammut (8 Tiere), Wolf (min. 6), Rotfuchs (4), Vielfraß (3), Ren und Steinbock (je 2), Moschusochse, Rothirsch und Eisfuchs (je 1). Die hohe Anzahl an erbeuteten Mammutkälbern gilt als Indikator für eine damals große und gesunde Population dieser Spezies und macht eine überwiegende Nutzung der Freilandstation in den Herbst- und Wintermonaten wahrscheinlich. Dass auch die Röhrenknochen der Fleischfresser Schlachtmarken aufweisen und zur Markgewinnung aufgeschlagen wurden, belegt, dass diese Tiere sowohl zur Pelz- als auch zur Nahrungsgewinnung bejagt wurden. Die Hälfte aller Wolf-Mandibeln weist die bereits aus den mährischen Fundstellen Předmostí und Dolní Věstonice bekannten „hundeartigen“ Zahnstellungsanomalien mit leichter Schnauzenverkürzung auf. Häufig werden diese Veränderungen als Nachweis für die Domestizierung des Wolfs gedeutet, Fladerer vermutet die Ursache jedoch eher in einem geänderten Fressverhalten, das aus einem Überangebot an Kadaverresten großer Pflanzenfresser resultierte.

## Grabungen 2005–2015

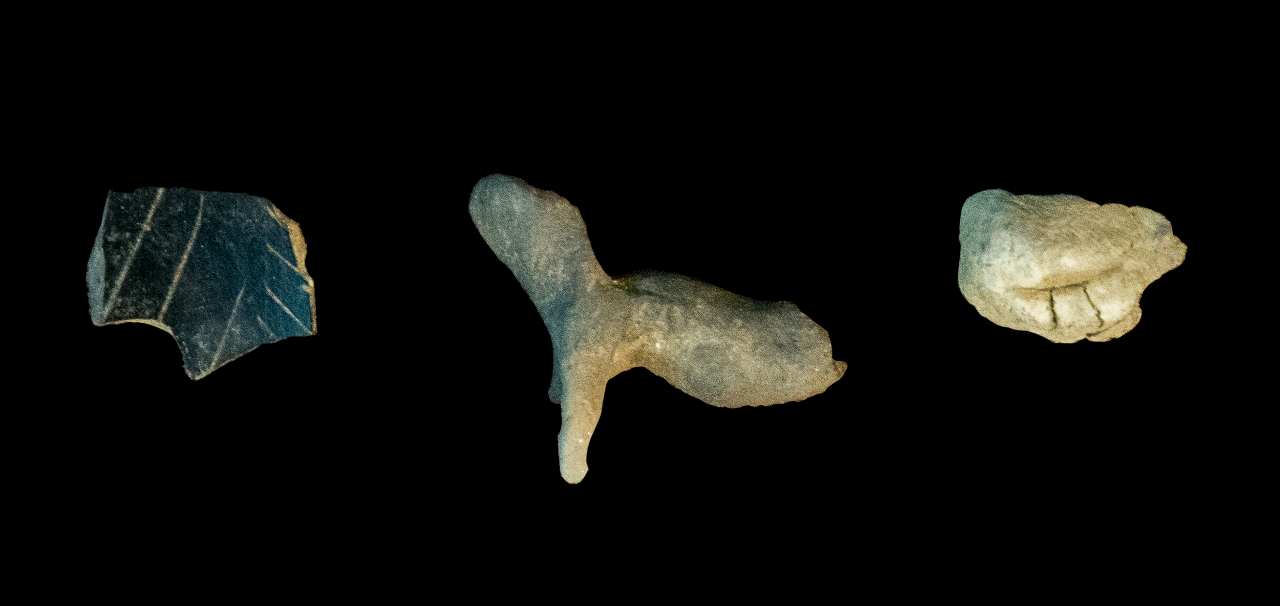
Elfenbeinplättchen, Tonfigur, Fingernagelabdruck

Nach Abschluss der Ausgrabungen am Hundssteig in Krems (2000–2002) sollte die komplexe, vielfach durch Rutschungen verlagerte Stratigraphie am Wachtberg näher untersucht und klassiert werden. Dazu wurden durch das Institut für Geographie und Regionalkunde der Universität Wien mehrere hangaufwärts gelegene, noch unbebaute Grundstücke durch zahlreiche Rammkernsondierungen prospektiert. In 40 Metern Entfernung zur Bayer-Grabung von 1930 stieß man auf den Parzellen 241/1 und 217/1 48° 24′ 54″ N, 15° 35′ 58″ O in 5,5 Metern Tiefe auf einen fundführenden Horizont. Die Österreichische Akademie der Wissenschaften veranlasste daraufhin im Jahr 2005 eine Grabung, in deren weiterem Verlauf ein ca. 200 m² großer Begehungshorizont in situ freigelegt werden konnte. Neben mehreren tausend Steinartefakten und Faunaresten konnten zwei Tonobjekte, jeweils ein mit Rötel bemaltes Rippen- und Stoßzahnfragment sowie zwei Säuglingsgräber geborgen werden.

### Bestattungen

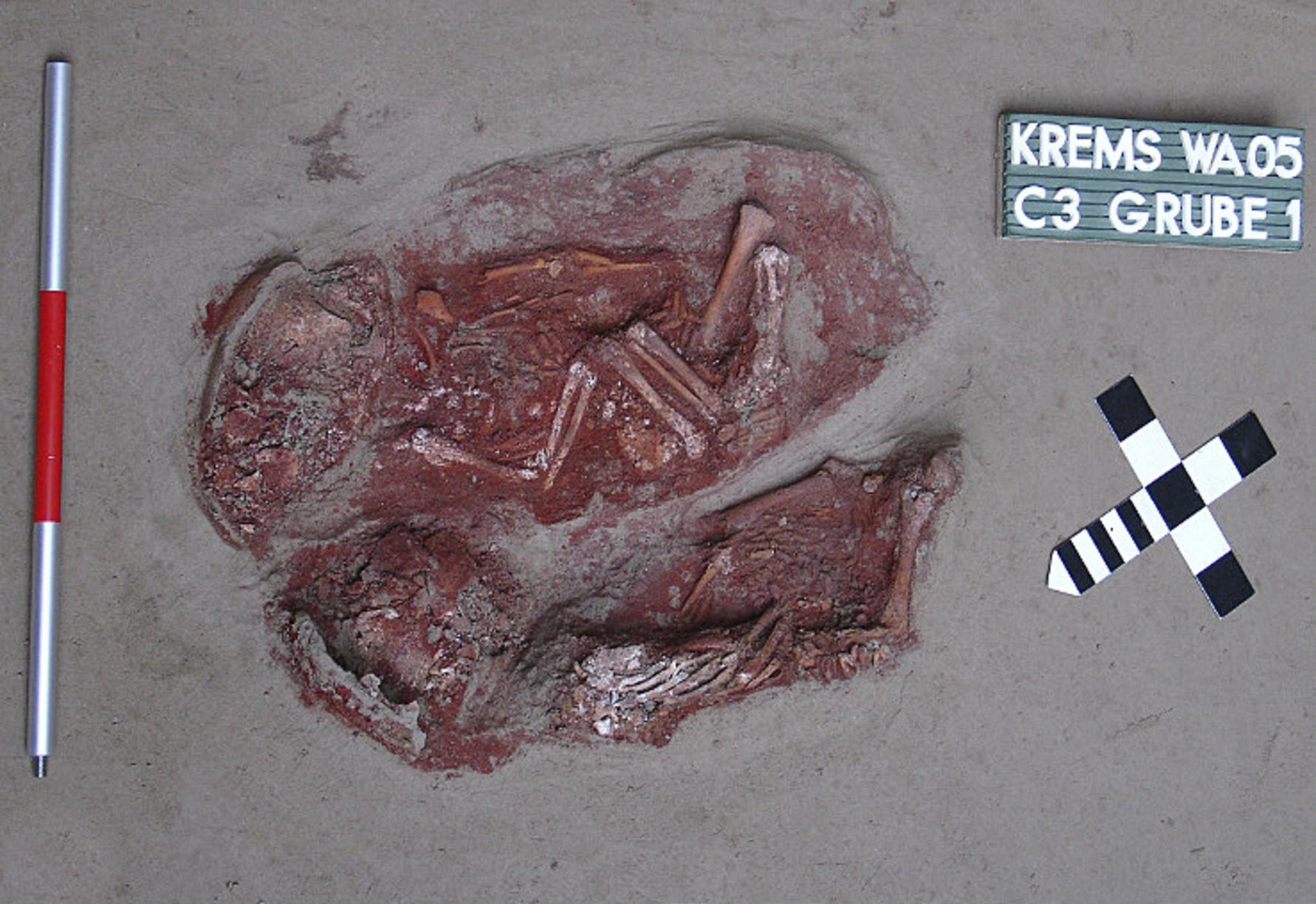
Bestattung 1 mit Skelettresten eineiiger Zwillinge

Im September 2005 wurde im südöstlichen Teil der Grabungsfläche ein Mammutschulterblatt freigelegt, an dessen Unterseite deutliche Bearbeitungsspuren zu erkennen waren: Die Schultergräte war durch mehrere, gleichmäßig ausgeführte Hiebe mit einem Werkzeug entfernt worden. Seitlich abgestützt auf einen Span aus Mammutelfenbein, bildete dieses Schulterblatt die Abdeckung einer ovalen Grabgrube, in der sich die zum Teil dreidimensional erhaltenen Skelettreste zweier Säuglinge befanden (Bestattung 1). Es handelte sich dabei um männliche eineiige Zwillinge, die während oder kurz nach der Geburt verstorben waren. Beide wurden in Hockerstellung mit stark angewinkelten Beinen abgelegt, die Schädel nach Norden ausgerichtet, die Gesichter in Richtung Osten weisend. Im Beckenbereich des westlich liegenden Säuglings lagen mindestens 35 Elfenbeinperlen, die Bestandteile einer Kette oder eines Gürtels gewesen sein könnten. Die für Bestattungen des Gravettien typische Ockerstreuung fand sich auch hier, die scharf definierten Farbgrenzen im umgebenden Sediment lassen zudem vermuten, dass die Kinder vor ihrer Ablage in Leder oder Fell eingeschlagen wurden. Nach ersten Untersuchungen vor Ort wurde die Grabgrube en bloc geborgen und zur Anfertigung von CT-Aufnahmen ins Allgemeine Krankenhaus der Stadt Wien verbracht. Die Altersbestimmung und alle weiteren Analysen erfolgten seither unter der Leitung von Maria Teschler-Nicola im Naturhistorischen Museum. Nach Anfertigung eines 3D-Modells mit einem Streifenlichtscanner wurde im Juli 2015 begonnen, die 32.000 Jahre alten Knochen und Artefakte aus dem Grabblock freizulegen.
Eine weitere Grabgrube (Bestattung 2) konnte im Juli 2006 freigelegt werden. In 1,5 m Entfernung zur Bestattung 1 fanden sich im selben Horizont (AH 4.3) die Gebeine eines etwa 3 Monate alten Säuglings. Da hier keine Abdeckung verwendet worden war, zeigte sich Bestattung 2 in einem weniger guten Erhaltungszustand, die identische Art der Ablage mit angewinkelten Beinen, Ockerstreuung und nach Osten weisendem Gesicht ließ sich jedoch zweifelsfrei nachweisen. Im Unterschied zu Bestattung 1 war hier der Schädel Richtung Süden ausgerichtet. Eine im Kopfbereich freigelegte, 7 cm lange Elfenbeinnadel könnte zum Verschließen der Fell- oder Lederhülle verwendet worden sein.

### Grabungskeller
2007 wurde die Grabungsfläche in westlicher Richtung erweitert, nachdem der neue Eigner der hier anschließenden Parzelle 212/4 48° 24′ 54″ N, 15° 35′ 58″ O (heute Josef-Kinzl-Gasse 7) sein Einverständnis gegeben hatte. Die Archäologen stießen dort auf eine von mehreren Kochgruben umgebene Feuerstelle, die unterschiedliche Verziegelungshorizonte aufwies und vermutlich das Zentrum des vor etwa 27.000 Jahren genutzten Lagerplatzes darstellte.
Für Juli 2008 war an ebendieser Stelle der Baubeginn eines Einfamilienhauses geplant und zwischenzeitlich standen auch weitere der umliegenden – weiterhin zum Deponieren von Abraum und Schlämmen der Sedimente dringend benötigten – Grundstücke zum Verkauf. Nachdem es trotz intensiver Bemühungen nicht gelungen war, Sponsoren für deren Erwerb zu finden, drohte die Einstellung der Grabungsarbeiten. Erst nachdem sich der Landeshauptmann von Niederösterreich in die Verhandlungen mit den Grundeigentümern eingeschaltet hatte, konnte ein entsprechender Kompromiss gefunden werden: Ein vom Land Niederösterreich mit 350.000 Euro finanzierter Tiefkeller unter dem Neubau soll die Fortsetzung der Ausgrabungen bis Ende 2015 ermöglichen und anschließend in den Besitz der Hauseigentümer übergehen. Dafür werden alle Ansprüche an den Funden dem Land Niederösterreich zugesprochen, lediglich die wissenschaftlichen Rechte verbleiben bei der Prähistorischen Kommission der Österreichischen Akademie der Wissenschaften.
Im Herbst 2008 wurde begonnen, die später von den Kellerfundamenten beanspruchten Flächen (rund 30 m²) archäologisch zu untersuchen und abzutragen, sodass bereits im folgenden Winter der 8 m × 10 m messende Grabungskeller fertiggestellt werden konnte.

### Stratigraphie
Unter dem mit einer dünnen Humusschicht bedeckten Pflughorizont konnten im Nordprofil der Grabung auf einer Seehöhe zwischen 258 m und 250 m ü. A. insgesamt 38 verschiedene geologische Horizonte (GH) unterschieden werden, die auf einer Schicht frühpleistozänen Schotters auflagen. Der Aufbau der Lössablagerungen ließ auf eine rasche, kontinuierliche Sedimentation schließen, Spuren von Bodenbildung waren nicht zu erkennen. Zeiträume mit humiden klimatischen Bedingungen ließen sich an einer Graufärbung, erosive Prozesse dagegen anhand der sandigen Konsistenz der betreffenden Straten ableiten.
Die archäologischen Horizonzte (AH) mit den bis zu 15 cm starken Gravettienfundschichten befanden sich zwischen 253 m und 252 m ü. A. und damit etwa 4 m unter dem Niveau der Grabung von 1930. Die Horizonte AH 4.1 und AH 4.11 wurden durch Bodenfließen und Durchmischung horizontal und vertikal verlagert, sodass sie über der etwa 1000 Jahre jüngeren Hauptfundschicht AH 4.4 lagen. Ungefähr 20 cm über AH 4.4 war mit GH 25 ein sehr feines, vermutlich auf Steppenbrände zurückzuführendes, doppeltes Band organischer Asche erkennbar, das sich zuvor bereits über den Gravettienprofilen von Krems-Hundssteig und in zahlreichen Bohrkernen vorausgegangener Prospektionen nachweisen ließ. Das unkalibrierte 14C-Alter dieses wichtigen stratigraphischen Biomarkers lag bei 26.050 ± 200 BP.